# Tasos Tsokanīs
Anastasios Tsokanīs, detto Tasos (in greco Αναστάσιος "Τάσος" Τσοκάνης?; Calcide, 2 maggio 1991), è un calciatore greco, difensore del Volo.

## Carriera
Ha giocato nella prima divisione greca.